# Otherland (Hörspiel)
Otherland ist ein Hörspiel, das von Walter Adler inszeniert wurde und auf dem Romanzyklus Otherland des Schriftstellers Tad Williams basiert. Die öffentliche Uraufführung fand am 7. Oktober 2004 im Rahmen der Frankfurter Buchmesse statt.

## Produktion und Veröffentlichung
Das Hörspiel wurde vom Hessischen Rundfunk (hr) produziert. Mit insgesamt 24 Stunden Länge und mehr als 200 Sprechern wurde Otherland als größte Hörspiel-Produktion der deutschen Radiogeschichte beworben. Vom 19. Januar 2004 bis zum 9. September 2005 wurde das Hörspiel in den Studios des Hessischen Rundfunks in Frankfurt am Main produziert.
Als Vorlage dienten die vier Romane der Reihe Otherland von Tad Williams, wobei im Rahmen des Hörspiels einige der in der Romanvorlage sehr umfangreichen Handlungsstränge gekürzt oder teilweise sogar ganz fallen gelassen wurden.
Das Hörspiel wurde mit zahlreichen Effekten realisiert. Für die verschiedenen Erzählstränge wurden unterschiedliche Sprecher für die Rolle des Erzählers eingesetzt.
Das Hörspiel wurde in vier Staffeln zu je sechs Stunden im Kulturprogramm hr2 und in You FM, dem jüngsten Radioprogramm des hr, gesendet. Die Ausstrahlung des ersten Teils erfolgte am 10. Oktober 2004 und der des letzten Teils am 9. Oktober 2005.
Der Hörverlag veröffentlichte das Werk in vier Teilen mit je sechs CDs und einer Laufzeit von insgesamt 1365 Minuten. Der erste Teil erschien am 24. September 2004.

## Inhalt
Otherland ist ein gigantisches Computer-Netzwerk, in welchem verschiedene virtuelle Realitäten simuliert werden. Felix Jongleur, der älteste Mann der Welt, und eine Gruppe von sehr reichen, sehr mächtigen Männern und Frauen hat das gigantische Netzwerk erschaffen. Ihr Ziel ist es, als digitalisierte Wesen in ihrer virtuellen Welt unsterblich zu werden. Zwei Generationen lang haben sie Milliardensummen in das Projekt investiert und verschiedene Simulationen gebaut, in denen sie ihre Fantasien ausleben können. Nun endlich, Ende des 21. Jahrhunderts, steht die Transformation in eine andere Seinsebene unmittelbar bevor.
Otherland ist die Erfüllung des größten Menschheitstraums überhaupt, aber es birgt zugleich ein gefährliches Geheimnis. Überall auf der Welt fallen Kinder in ein rätselhaftes Koma. Eine junge südafrikanische Computerspezialistin, ein Buschmann und eine kleine Gruppe Abenteurer dringen gemeinsam in das Netzwerk ein, um dem Geheimnis auf die Spur zu kommen.
Sie irren durch Märchenwelten, die Eiszeit, erleben die Abenteuer von Odysseus und werden von zum Leben erwachten Comicpiraten bedroht. Unfähig, wieder in ihre Körper in der realen Welt zurückzukehren, sind sie ständig bedroht von virtuellen Gefahren, die so real sind, dass sie töten können.

## Mitwirkende
Regie
- Walter Adler

Musik
- Pierre Oser

Besetzung
- Gudrun Eggert

Technik
- André Bouchareb
- Ursula Potyra
- Helmuth Schick

Sprecher
Erzähler:
- Erzähler (Paul Jonas) – Hans Peter Hallwachs
- Erzählerin (Renie Sulaweyo) – Nina Hoss
- Erzähler (Orlando Gardiner und Sam Fredericks) – Ulrich Matthes
- Erzähler (Christabel) – Peter Matić
- Erzählerin (Olga Pirofsky) – Jutta Hoffmann
- Erzähler (Catur Ramsey) – Christian Berkel
- Erzähler (Robert Wells) – Jochen Nix
- Erzählerin (Calliope Skouros) – Eva Gosciejewicz
- Erzähler (Dread) – Samuel Weiss
- Erzähler (Felix Jongleur) – Peter Fitz
- Erzählerin (Dulcinea Anwin) – Dörte Lyssewski

Hauptrollen:
- Paul Jonas – Sylvester Groth
- Ava – Effi Rabsilber
- Renie Sulaweyo – Sophie Rois
- Renie als Mann: Herr Otepi, Herr Babutu, trojanischer Krieger: Wolfram Koch
- ǃXabbu – Jens Harzer
- Patrick Sellars – Ernst Jacobi
- Christabel Sorensen – Nora Hickler
- Felix Jongleur – Matthias Habich
- Thargor – Matthias Koeberlin
- Orlando Gardiner – Matthias Koeberlin
- Orlando Gardiner als Junge – Simeon Iwantscheff
- Pithlit der Dieb – Andreas Pietschmann
- Sam (Salome) Fredericks – Julia Hummer
- Beezle – Dietmar Mues
- Catur Ramsey – Ulrich Noethen
- Martine Desroubins – Judith Engel
- Dread (Johnny Wulgaru) – Werner Wölbern
- Dulcinea Anwin – Meret Becker
- Cho-Cho – Philipp Heilmann-Ramirez
- Finney – Wolf-Dietrich Sprenger
- Mudd – Udo Schenk
- T4b – Marc Hosemann
- Florimel – Krista Posch
- Sweet William – Markus Meyer
- Olga Pirofsky – Hildegard Schmahl
- Gally – Till Werner
- Der Andere – Viktor Seifried
- Calliope Skouros – Leslie Malton
- Stan Chan – Felix von Manteuffel
- Netfeed-Sprecher – Andreas Fröhlich

## Auszeichnung
Die Deutsche Akademie der Darstellenden Künste zeichnete Otherland als Hörspiel des Monats Oktober 2004 aus. Ihre Begründung:

„Paul Jonas, der als Soldat im Ersten Weltkrieg flieht und eine Reise durch wundersame Welten beginnt; die südafrikanische Computerspezialistin Renie Sulaweyo, die mit Hilfe des Buschmanns !Xabbu ergründen will, warum ihr kleiner Bruder ins Koma fiel; der amerikanische Teenager Orlando Gardiner, der sich als Thargor der Barbar mit seinem Kumpan Pithlit durch virtuelle Spielwelten kämpft - das sind nur einige von unzähligen Figuren, Reisegruppen sozusagen durch das phantastische Universum, das Tad Williams’ Fantasy-Roman Otherland aufblättert. Weit über 3000 Seiten umfaßt die Tetralogie des Amerikaners, die Hörspielversion von Walter Adler hat 250 Sprecher, dauert 24 Stunden und gilt als größte Hörspielproduktion in der Geschichte der ARD. Allein diese Quantität ist schon bemerkenswert.“